# Municipio de Melchor Ocampo (Nuevo León)
El municipio de Melchor Ocampo es un municipio en el estado de Nuevo León, México; cuenta con una extensión territorial de 223,2 kilómetros cuadrados. Nombrado en honor a Melchor Ocampo, Ministro de Relaciones Exteriores durante el periodo de Benito Juárez. Colinda al norte con General Treviño, al sur con Los Herreras, al este con Los Aldamas y al oeste con Cerralvo. Su cabecera es la localidad de Melchor Ocampo.

## Toponimia
En el período gubernamental del general de brigada Porfirio G. González se expidió el decreto n.º 126 el 16 de diciembre de 1924 y a petición de los interesados a esta Congregación se le dio el nombre de "Melchor Ocampo" en honor al ilustre Ministro de Relaciones Exteriores del Presidente Benito Juárez. Decreto que entró en vigor a partir del 1 de enero de 1925, fecha en que también quedó instituido el "Registro Civil" de esta Congregación.

## Historia
El municipio de Melchor Ocampo, N.L. fue fundado en el año de 1702 por los Alférez Juan de Benavides y Napoleón de García. Se establecieron en el llamado hoy "Rancho de Abajo" donde se empezó a poblar y donde se llamó "Charco Redondo". Charco Redondo, abrió tierra de cultivo, creciendo en ganadería vacuna, caballar y cabrío comerciando en las poblaciones circunvecinas. Pero el estatus jurídico definitivo de Melchor Ocampo había de venir a establecerse hasta cuando a petición del gobernador Arturo B. de la Garza y la Legislatura del Estado expidieron el decreto n.º 76 por el que la Congregación Autónoma de Melchor Ocampo obtuvo la categoría de "Municipio" con el mismo nombre y fue un trascendental acontecimiento del 20 de octubre de 1948. De acuerdo con el artículode ese decreto, el Departamento de Fomento de Obras Públicas del Estado procedería a determinar la superficie del terreno que corresponde a las Rancherías mencionadas en el artículo 2.º del mismo decreto y así mismo determinaría los límites con los municipios circunvecinos.
El 1 de enero de 1949 de acuerdo con el decreto anterior tomó posesión como primer presidente municipal de Melchor Ocampo Nuevo León, el Señor Apolonio Garza García, siendo su Secretario del Ayuntamiento el Señor Gumercindo Salinas Garza.

## Clima
Clima extremoso, en verano e invierno, la temperatura promedio es de 24 °C, la máxima es de 40 °C presentándose más caluroso en junio, julio y agosto y con una precipitación pluvial de 600mm. Los vientos corren en verano del sur y en invierno del norte.

## Cronología de los presidentes municipales
| Presidente Municipal         | Periodo de Gobierno |
| Celerino Ramos Barrera       | 1939 - 1940         |
| Apolonio Garza García        | 1940 - 1942         |
| Juan Pablo Guerra            | 1943 - 1945         |
| Cosme González Ramos         | 1946 - 1948         |
| Apolonio Garza García        | 1949 - 1951         |
| Gumercindo Salinas Garza     | 1952 - 1954         |
| Genaro Taméz Salinas         | 1955 - 1957         |
| Víctor Salinas Guajardo      | 1958 - 1960         |
| Fortunato Salinas López      | 1961 - 1963         |
| Gabriel Ramos Salinas        | 1964 - 1966         |
| Genaro Taméz Salinas         | 1967 - 1969         |
| Gumercindo Salinas Garza     | 1970 - 1971         |
| Macario de León López        | 1972 - 1973         |
| Germán Gómez Guzmán          | 1974 - 1976         |
| María Esthela López Hinojosa | 1977 - 1979         |
| Juan Pablo Guerra López      | 1980 - 1982         |
| Ponciano López Ramos         | 1982                |
| Rafael Ramos López           | 1983 - 1985         |
| María Dalila Salinas Rivera  | 1986 - 1988         |
| Ricardo Ramos López          | 1989 - 1991         |
| Ponciano López Ramos         | 1992 - 1994         |
| Raúl González Flores         | 1995 - 1997         |
| Ponciano López Ramos         | 1997 - 2000         |
| José Carlos López Salinas    | 2000 - 2003         |
| Omar Ramos García            | 2003 - 2006         |
| Ponciano López Ramos         | 2006 - 2009         |
| Rosa Elvia Ramos García      | 2009 - 2012         |
| Ponciano López Ramos         | 2012 - 2015         |
| Omar Ramos                   | 2015 - 2018         |
| Orlando Ramos Garcia         | 2018 - 2024         |